# كوكانلو
كوكانلو (بالفارسية: خوکانلو) هي مستوطنة تقع في Khabushan District في إيران.